# Aalborg Rådhus
Aalborg Rådhus, opført i 1762 i senbarokstil, dannede indtil 1912 rammen om Aalborg Kommunes administration, men anvendes i dag udelukkende til vielser og repræsentative formål. Over indgangsdøren ses Frederik den 5.'s valgsprog "Forsigtig og Bestandig".
Rådhuset ligger på Gammeltorv i Aalborg Centrum.
57°2′53.65″N 9°55′14.62″Ø / 57.0482361°N 9.9207278°Ø